# Myrichthys xysturus
Myrichthys xysturus (Jordan e Gilbert, 1882)  è un pesce osseo marino appartenente alla famiglia Ophichthidae.

## Distribuzione e habitat
È una specie endemica dell'Oceano Pacifico orientale, più precisamente del Golfo di California e delle isole Galápagos.

## Descrizione
Come tutti gli anguilliformi ha corpo molto allungato con le pinne dorsale, caudale e anale unite e pinne ventrali assenti. Le narici sono poste su un breve tubulo.

## Biologia
Di questa specie sostanzialmente non si sa nulla.